# ヤドヴィガ・イェンジェヨフスカ
ヤドヴィガ・イェンジェヨフスカ（Jadwiga Jędrzejowska, 1912年10月15日 - 1980年2月28日）は、ポーランド・クラクフ出身の女子テニス選手。1930年代後半に活躍した当地最大の女子テニス選手で、1937年のウィンブルドン選手権と全米選手権、1939年の全仏選手権で4大大会の女子シングルスに3度の準優勝を記録した。当地では伝説の女性としてほまれ高い。“Jędrzejowska”という名前が長くて読みづらいことから、テニス界では“Jed”（イェド）または“Ja-Ja”（ヤーヤー）と略して呼ばれていた。ベースライン・プレーヤーで、フォアハンド・ストロークの強打を最大の武器にした選手である。フルネームは Jadwiga Jędrzejowska-Galert （ヤドヴィガ・イェンジェヨフスカ・ガレール）という。

## 来歴
ヤドヴィガ・イェンジェヨフスカは1931年にウィンブルドン選手権に初出場したが、最初の時は1回戦でキティ・ゴッドフリー（イギリス）に敗れている。1936年の全仏選手権で、イェンジェヨフスカはポーランドのテニス選手として初めての大舞台に立ち、スーザン・ノエル（イギリス）とペアを組んだ女子ダブルスで決勝戦に進出したが、そこではシモーヌ・マチュー（フランス）とビリー・ヨーク（イギリス）の組に 6-2, 4-6, 4-6 の逆転で敗れた。イェンジェヨフスカの経歴のハイライトは1937年に訪れ、ウィンブルドン選手権と全米選手権の2大会連続で女子シングルス決勝進出を果たす。これはポーランド人のテニス選手として史上初の4大大会女子シングルス決勝戦であったが、2度とも無念の準優勝に終わった。ウィンブルドンでは、準決勝でアメリカのアリス・マーブルを破って初の決勝進出を果たし、イギリスのドロシー・ラウンドと激突する。決勝の最終第3セットでは、イェンジェヨフスカが一時 4-1 のリードを奪っていたが、ここからラウンドに逆転され、最終スコア 2-6, 6-2, 5-7 で敗れてウィンブルドン優勝を逃した。同年の全米選手権で2大会連続の決勝進出を果たすが、そこではチリのアニタ・リザナに 4-6, 2-6 で敗れ、またしても準優勝で止まった。1936年と1937年の2年連続で、イェンジェヨフスカは「ポーランド年間最優秀スポーツ選手賞」（ポーランド語：Plebiscyt Przeglądu Sportowego）を受賞した。
1939年の全仏選手権で、イェンジェヨフスカに再び活躍の舞台がやってくる。この大会で、彼女は女子シングルスと女子ダブルスの2部門で決勝に進出した。全仏女子ダブルス決勝は3年ぶり2度目の進出で、シモーヌ・マチューとペアを組んで初優勝を飾る。しかし女子シングルス決勝では、ダブルス・パートナーのマチューに 3-6, 6-8 のストレートで敗れ、イェンジェヨフスカにとっては3度目のシングルス準優勝に終わった。1939年全仏選手権女子ダブルスのタイトルが、ポーランド人の女子テニス選手が獲得した唯一の4大大会優勝記録となるが、女子シングルス準優勝3度の記録は、後続のポーランド人テニス選手にとっては到達し得ない国民的な偉業となった。
しかし、1939年9月1日にヒトラーのポーランド侵攻をもって第2次世界大戦が勃発する。（戦争勃発の直前まで、全仏選手権とウィンブルドン選手権は開催があった。）ポーランド全土はすぐに壊滅し、特に首都のワルシャワは致命的な打撃を受けた。ライバル選手だったアリス・マーブルの自伝『Courting Danger』（英語原書、154ページ）によれば、開戦直後間もなく「ヤーヤー・イェンジェヨフスカがドイツ軍の爆弾で死んだ」とのニュースがアメリカに届いたという。（これは誤報であったが、マーブルは死の直前まで「イェンジェヨフスカは戦死した」と思い込んでいた。）多数の犠牲者を出した第2次世界大戦は、ようやく1945年に終結する。1946年からテニスの4大大会も再開され、ヤドヴィガ・イェンジェヨフスカは1947年に再び全仏選手権のコートに立ち、混合ダブルスの決勝戦まで勝ち進んだ。パートナーはクリステア・カラルリス（ルーマニア）と組んだが、さすがに30歳代後半に入った年齢的な力の衰えは隠せず、エリック・スタージェスとシーラ・サマーズ（ともに南アフリカ）の組に 0-6, 0-6 で敗れてしまった。この年に、彼女はアルフレッド・ガレール（Alfred Galert）と結婚した。
イェンジェヨフスカは50歳代の1966年までテニスを続け、後に自伝も出版した。ポーランドの文学作品では、彼女はスウェーデン王のグスタフ5世とテニスを楽しんだパートナーとして語り継がれている。1980年2月28日、ヤドヴィガ・イェンジェヨフスカはカトヴィツェで67歳の生涯を閉じた。

## 現地参考文献
- Zbigniew Dutkowski, T - jak tenis, Krajowa Agencja Wydawnicza, Warszawa 1979 （ズビニェフ・ドゥトコフスキ著「テニス」ポーランド国内出版文献）
- Mała encyklopedia sportu, tom I: A-K, Wydawnictwo "Sport i Turystyka", Warszawa 1984 （ポーランド・スポーツ百科事典第1巻「スポーツの旅」）

（この2冊は、いずれもポーランド語版記事に掲載されているもの）

## 英語参考文献
- Bud Collins, “Total Tennis: The Ultimate Tennis Encyclopedia” Sport Classic Books, Toronto (2003 Ed.) ISBN 0-9731443-4-3
- Martin Hedges, “The Concise Dictionary of Tennis” （コンサイス・テニス辞書） Mayflower Books Inc., New York (1978) ISBN 0-8317-1765-3
- Alice Marble, “Courting Danger” St. Martin's Press, New York (1991) ISBN 0-312-05839-X　本書からは154・249ページを参照した。